# ناحیه همدانی
شهرستان هَمَدانی (به تاجیکی: Ноҳияи Ҳамадонӣ) شهرستانی است واقع در جنوب خاوری استان ختلان کشور تاجیکستان.
این شهرستان در جنوب کولاب و در راستای بخشی از رود پنج به امتداد مرز افغانستان واقع شده‌است.
جمعیت این شهرستان در سال ۲۰۰۷ میلادی برابر با ۱۲۳٬۸۰۰ نفر بود.
این شهرستان از سال ۱۹۵۰ تا ۲۰۰۴ شهرستان مسکووسکی نام داشت ولی پس از آن سال، به افتخار میر سید علی همدانی، شاعر پارسی‌گوی که آرامگاه او در ختلان است به نام شهرستان همدانی نامیده شد.
مرکز این شهرستان شهرکی است به نام ماسکاو . (Маскав)